# UBE1L
UBE1L‏ (Ubiquitin like modifier activating enzyme 7) هوَ بروتين يُشَفر بواسطة جين UBE1L في الإنسان.